# Kanton Redon
Redon is een kanton van het Franse departement Ille-et-Vilaine. Het kanton maakt deel uit van het arrondissement Redon.

## Gemeenten
Het kanton Redon omvatte tot 2014 de volgende 6 gemeenten:
- Bains-sur-Oust
- La Chapelle-de-Brain
- Langon
- Redon (hoofdplaats)
- Renac
- Sainte-Marie

Bij de herindeling van de kantons door het decreet van 18 februari 2014, met uitwerking op 22 maart 2015, werden daar volgende 10 gemeenten aan toegevoegd:
- Bruc-sur-Aff
- Guipry
- Lieuron
- Lohéac
- Messac
- Pipriac
- Saint-Ganton
- Saint-Just
- Saint-Malo-de-Phily
- Sixt-sur-Aff

Op 1 januari 2016 werden de gemeenten Guipry en Messac samengevoegd tot de fusiegemeente (commune nouvelle) Guipry-Messac.